# 데이먼 헤리먼

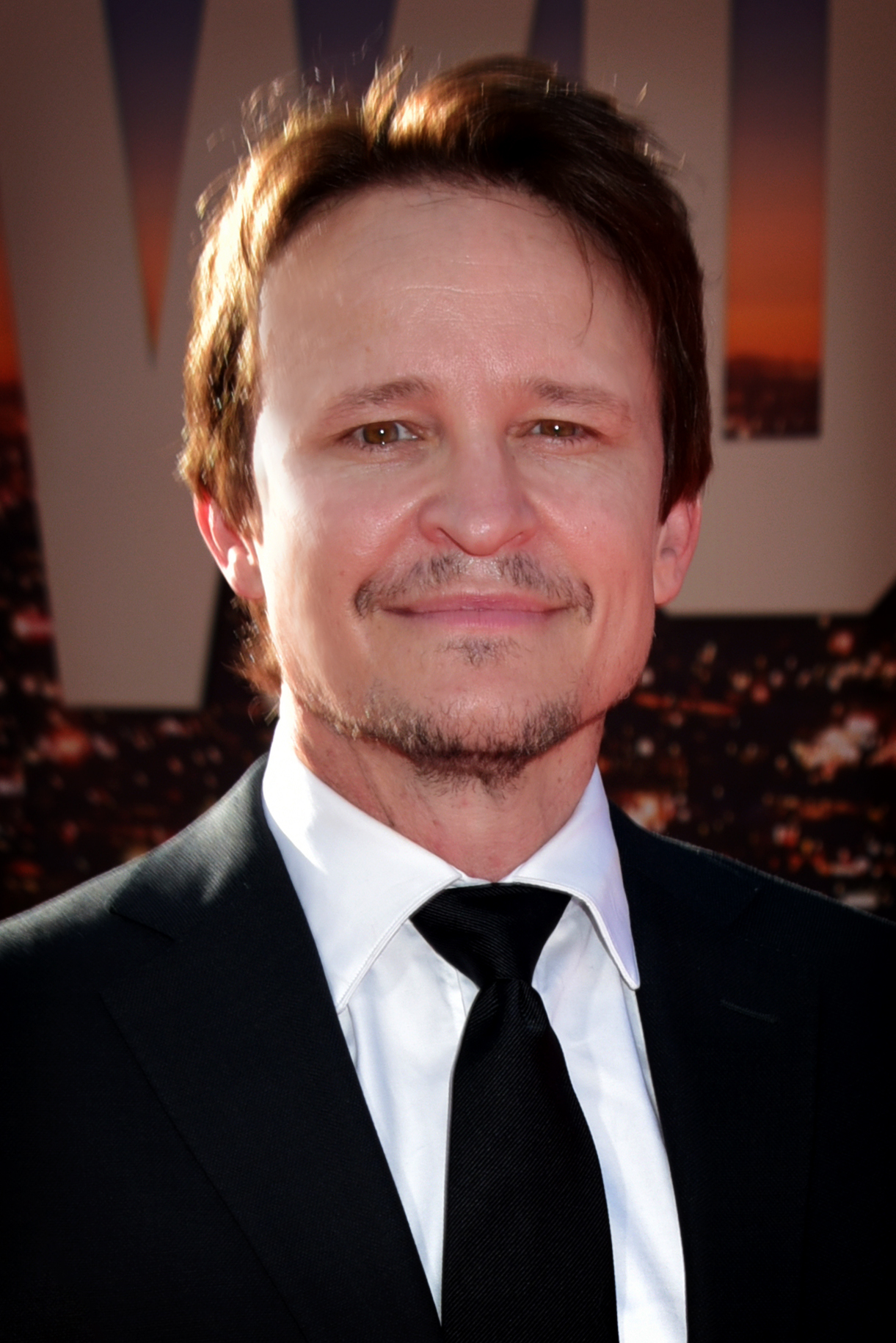

데이먼 헤리먼(영어: Damon Herriman, 1970년 3월 31일 ~ )은 오스트레일리아의 배우이다.
애들레이드에서 태어났다.

## 출연 작품

### 영화
- The Big Steal (1990)
- 맛있는 섹스 그리고 이별 (1998, Praise)
- 남태평양 (2001, South Pacific)
- Fuel (2003) - 단편
- Soar (2004) - 단편
- 마스크 2 - 마스크의 아들 (2005)
- 하우스 오브 왁스 (2005)
- 캔디 (2006)
- Lens Love Story (2007) - 단편
- 더 스퀘어 (2008, The Square)
- 레드벨트 (2008, Redbelt)
- 윙드 크리처스 (2008)
- Monkeys (2011) - 단편
- 제이. 에드가 (2011) - 리처드 하우프트먼 역
- 더 라스트 타임 아이 쏘우 마이클 그레그 (2011, The Last Time I Saw Michael Gregg)
- 100 블러디 에이커스 (2012) - 레그 모건 역
- Record (2013) - 제이미 역 (단편)
- Wishart (2013) - 단편
- 론 레인저 (2013) - 레이 역
- The Outlaw Michael Howe (2013) - 마이클 하우 역
- 워터 디바이너 (2014) - 매킨타이어 목사 역
- 나쁜 녀석들 (2014)
- 리틀 데스 (2014, The Little Death) - 댄 역
- 나이팅게일 (2018) - 루즈 역
- 라이엇 (2018, Riot)
- 주디와 펀치의 위험한 관계 (2019, Judy and Punch)
- 원스 어폰 어 타임... 인 할리우드 (2019) - 찰스 맨슨 역
- 피터 래빗 2: 파 프롬 가든 (2021)
- 모탈 컴뱃 (2021) - 목소리 출연
- 런 래빗 런 (2023) - 피터 역
- 더 바이크라이더스 (2023)
- 베러맨 (2024) - 나이젤 역

### 텔레비전
- 로케트가의 유령 (1990)
- 올 세인츠 (1998-99)
- Love My Way (2006)
- 더 유닛 (2006)
- 콜드 케이스 (2008)
- CSI: 과학수사대 (2010)
- 새티스팩션 (2010)
- 레이크 (2010)
- 저스티파이드 (2010-15)
- 브레이킹 배드 (2011)
- 베이거스 (2012-13)
- 올모스트 휴먼 (2013)
- 배틀 크리크 (2015)
- Flesh and Bone (2015)
- 스콜피언 (2015)
- Quarry (2016) - 버디 역
- Secret City (2016) - 미 국방 차관보(ASD) 요원 역 (트렌스젠더 남성)
- 탑 오브 더 레이크 시즌 2: 차이나 걸 (2017)
- 마인드헌터 (2019)
- 더 서펀트 (2021)
- 언더그라운드 레일로드 (2021)